# مجموعه معبد ساموتراس

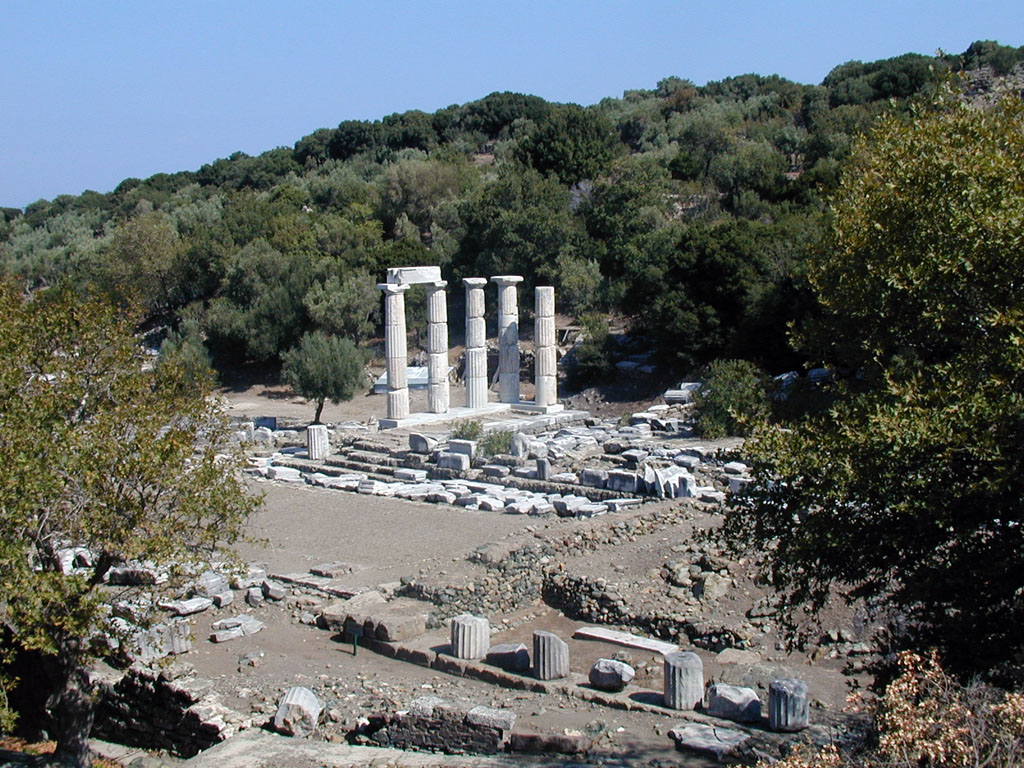
Remains of the Great Gods' Hieron in Samothraki. Photograph taken by Marsyas 16:49, 9 Apr 2005 (UTC)بقایای هیرون خدایان بزرگ در ساموتراکی. عکس گرفته شده توسط Marsyas نُهُم آوریل 2005 (UTC) ۱۶:۴۹

مجموعه معبد ساموتراس (انگلیسی: Samothrace temple complex) یکی از مکان‌های مذهبی اصلی پان هلنی است که در جزیره ساموثراکی در منطقه بزرگ تراکیه واقع شده‌است. این بنا که بلافاصله در غرب باروهای شهر ساموتراس ساخته شد، با این وجود مستقل بود، همان‌طور که با اعزام سفیران شهر در طول جشنواره‌ها گواهی می‌دهد.
این جشنواره‌ها در سراسر یونان باستان به دلیل فرقه‌های اسرارآمیز یونانی-رومی خود جشن گرفته می‌شد.